# Instituto Vasco de la Mujer
Emakunde-Instituto Vasco de la Mujer es un organismo autónomo del Gobierno Vasco que diseña, impulsa, asesora, coordina y evalúa las políticas de igualdad de género y sensibiliza a la sociedad con el fin de conseguir la igualdad real y efectiva de mujeres y hombres en el País Vasco. Creado en 1988 fue uno de los primeros organismos de igualdad de ámbito autonómico en España. 

## Antecedentes

### Movimiento social de las mujeres
En 1977 y 1984 tuvieron lugar las I Jornadas de la Mujer en la Universidad del País Vasco y las II Jornadas Feministas, organizadas por los diversos grupos feministas del País Vasco. Estas jornadas supusieron un fuerte impulso, que consolidó la decisión de las mujeres de organizarse de forma estable y sólida. La participación o no en las nuevas instituciones democráticas fue una de las cuestiones clave en estas jornadas en las que se manifestaron, claramente, dos posturas diferenciadas. Un sector proponía la realización de acciones a favor de las mujeres a través de organizaciones no gubernamentales o no institucionales y otro, sin negar esta necesidad, defendía también, la necesidad de políticas institucionales para trabajar en la eliminación de la discriminación y la desigualdad social existentes, al mismo nivel que otras políticas que se aplicaban desde el Gobierno Vasco y cuyas decisiones se debatían en el Parlamente Vasco.
En mayo de 1986 se celebró en Zarauz el Seminario “La problemática de la mujer y las Instituciones de Euskadi” con el objeto de instar a las instituciones vascas a desarrollar la competencia estatutaria que permitiera la puesta en marcha de políticas específicas orientadas a una mayor integración social y económica de las mujeres, siguiendo las líneas que la Comunidad Económica Europea marcaba a través de sus Directivas y Programas. Al finalizar las Jornadas se constituyó un Comité de Seguimiento del Seminario con el fin de exponer las conclusiones al Gobierno Vasco y a los diversos grupos parlamentarios, y de conseguir la presentación de una Proposición de Ley. Durante aquellos meses, y con motivo de la proximidad de las elecciones al Parlamento Vasco, las conclusiones fueron presentadas a los máximos responsables de los distintos partidos políticos, así como al Lehendakari. Todos ellos se mostraron acordes con la creación del Instituto Vasco de la Mujer.

### Ámbito institucional
En el Estatuto de Autonomía del País Vasco, el artículo 10.39 establecía la competencia exclusiva en materia de Condición Femenina por lo que el Gobierno Vasco tenía la facultad de establecer un modelo propio y definir y desarrollar medidas específicas para la Comunidad Autónoma. Comienzan las transferencias del Estado al Gobierno Vasco y el 26 de octubre de 1980 se acuerdan las correspondientes al Departamento de Cultura, entre las que se encuentran la Condición Femenina.
En 1987, el Seminario se volvió a reunir en Zarauz y las mujeres participantes denunciaron la actitud de los partidos políticos por su falta de sensibilidad ante los problemas de las mujeres y la escasa atención que habían recibido éstos en sus programas electorales. Se recordaba su compromiso de impulsar la creación del Instituto Vasco de la Mujer. La labor de las mujeres concienciadas presentes en ese momento en el Parlamento Vasco fue decisiva ya que recordaron con sus voces el incumplimiento del compromiso electoral que, con diferentes matices, habían adquirido prácticamente todos los partidos políticos. A partir de ese momento comenzó la elaboración del anteproyecto de Ley sobre la creación del Instituto Vasco de la Mujer. La proposición de Ley fue presentada de manera conjunta por todos los grupos parlamentarios.

## Políticas para la igualdad en el País Vasco

### Cronología
El 5 de febrero de 1988 se aprobó en el Parlamento Vasco la Ley de creación del Instituto Vasco de la Mujer, después conocido como Emakunde. El Parlamento constaba por aquel entonces de 9 parlamentarias y 66 parlamentarios, que suscribieron, defendieron, debatieron y aprobaron la ley. Según establecía la ley, el fin esencial del Instituto Vasco de la Mujer es la consecución de la igualdad efectiva de mujeres y hombres en todos los ámbitos de la vida política, económica, cultural y social del País Vasco.
El 22 de mayo de 1989 se celebró el primer Consejo de Dirección de Emakunde que aprobó el modelo de gestión diseñado por la dirección del Instituto, así como los programas a desarrollar e impulsar. Se puso también en marcha la primera campaña del 8 de marzo bajo el lema "Mujer, la igualdad es tu derecho". Desde entonces Emakunde ha impulsado anualmente una campaña en torno al Día Internacional de las Mujeres. A finales de año se publicó el número cero de la revista Emakunde.
En 1990 se entregaron los primeros Premios Emakunde. Se inició también la formación de agentes para la igualdad y Emakunde pasó a la sede actual, en la calle Manuel Iradier de Vitoria.
En 1992 se creó la figura de Sorkunde, "la curranta de Emakunde". Se puso en marcha una campaña en torno a la corresponsabilidad que derivó en spots televisivos sobre el uso sexista de le lenguaje, el ocio, el sexismo en la escuela y los prejuicios en los distintos ámbitos de la vida. En poco tiempo Sorkunde se descubrió como un instrumento útil y eficaz para la sensibilización.
En 1994 se creó la figura de Entidad Colaboradora en Igualdad de Oportunidades con el fin de reconocer la labor realizada por las empresas y entidades que asumieran el compromiso de avanzar en la igualdad de oportunidades entre mujeres y hombres en el seno de su organización e incentivar así nuevas iniciativas en el ámbito sociolaboral.
En 1995 Emakunde participó en la IV Conferencia Mundial sobre las Mujeres celebrada en Pekín. Una cita ineludible en la que se reunieron miles de mujeres de todo el mundo. Emakunde creó un fondo económico que posibilitó que acudieran alrededor de cuarenta mujeres vascas a esta conferencia.
En el año 2000 Emakunde participó en el vigésimo tercer período extraordinario de sesiones de la Asamblea General de las Naciones Unidas. También en este año, participó en el Congreso Internacional de la Unión Nacional de Mujeres Saharauis celebrado en los campamentos de refugiados y refugiadas saharauis.
En 2009 se crea la nueva revista digital Emakunde, que tendrá un soporte de resumen en papel dirigido especialmente a las asociaciones de mujeres.
En 2012 se celebra el Congreso Internacional para el Impulso de Políticas de Igualdad organizado por Emakunde en el Palacio Euskalduna de Bilbao (17, 18 y 19 de octubre). Allí se reúnen expertas internacionales de primer orden para debatir sobre políticas de igualdad.
En 2013 Emakunde cumplió 25 años de actividad.

### Planes y acciones para la igualdad de género
El 7 de mayo de 1991 fue aprobado por el Consejo de Gobierno el Primer Plan de Acción Positiva elaborado por Emakunde. Este primer plan tenía el objetivo de involucrar a la Administración Vasca en la tarea de erradicar la discriminación hacia las mujeres. Los planes son los instrumentos que, elaborados por Emakunde, orientan la actividad de los poderes públicos vascos en materia de igualdad durante cada legislatura.
En 1995 se aprobó el II Plan de Acción Positiva. Apoyándose en la experiencia y los resultados del primer Plan, Emakunde vio que era necesario acometer una segunda fase más directamente orientada a la acción positiva propiamente.
El 1999 se aprueba el III Plan de Acción Positiva: “Enfoque de género en las políticas públicas”.
En 2004 se pone en marcha el Foro para la Igualdad de Mujeres y Hombres. Se trata de un foro anual cuyo objetivo es aglutinar, visibilizar y reforzar el trabajo que vienen realizando instituciones, colectivos y entidades a favor de la igualdad de mujeres y hombres.
Se aprueba en 2006 el IV Plan para la igualdad de Mujeres y Hombres. Es el primer plan que se elabora tras la aprobación de la Ley para la Igualdad, lo que permite un mayor nivel de concreción y de priorización de objetivos. El plan se estructura sobre cuatro ejes estratégicos y siete áreas de intervención y propone a las administraciones públicas más de 600 acciones concretas para llevar a cabo.
En 2010 se aprueba el V Plan para la Igualdad de Mujeres y Hombres en la CAE: Directrices IX Legislatura. Los principales objetivos de mejora que persigue son: posibilitar planificaciones más operativas y concretas en el conjunto de las administraciones, fomentar una actuación más integral a través de la coordinación y la interdepartamentalidad, así como mejorar en la definición y concreción de los indicadores de impacto.
En 2011 se colabora con los Departamentos de Justicia y Administración Pública, de Empleo y Asuntos Sociales, y de Cultura, en el proyecto liderado por Emakunde sobre presupuestos públicos con perspectiva de género.

### Erradicación de la Violencia de Género
El 18 de octubre de 2001 se firmó el Acuerdo Interinstitucional para la mejora en la atención a las mujeres víctimas de maltrato doméstico y agresiones sexuales. Rubricado por las máximas autoridades de la Comunidad Autónoma de Euskadi, el acuerdo establece unos procedimientos homogéneos de actuación que mejoran la atención prestada a las víctimas de maltrato doméstico y agresiones sexuales, garantizando su protección integral en los ámbitos sanitario, policial, judicial y social. El objetivo fundamental del acuerdo es mejorar la coordinación entre las Instituciones implicadas en la asistencia a víctimas de maltrato doméstico y agresiones sexuales, y establecer unas pautas de actuación homogéneas que redunden en beneficio de la atención de las propias víctimas y de la puesta a disposición judicial de la persona agresora.
En el año 2003 se crea el Programa Escolar Nahiko para trabajar la prevención de la violencia contra las mujeres a fin de que las futuras relaciones de pareja de las alumnas y los alumnos se construyan desde la igualdad. El programa está basado en la experimentación, investigación y acción conjunta con el profesorado de los centros que en él participan.
En 2009 se crea la Dirección de Atención a las Víctimas de Violencia de género, en el Departamento de Interior con Mariola Serrano como responsable. En 2013 la atención a las víctimas de violencia de género vuelve a Emakunde.
En 2010 se creó el concurso ¡Exprésate Beldur Barik! organizado por el Instituto Vasco de la Mujer, junto con el impulso de Berdinsarea-Eudel y las diputaciones de Álava, Vizcaya y Guipúzcoa y otras entidades colaboradoras. Pretende prevenir la violencia sexista entre la juventud, y su objetivo es promover reflexiones y debates junto con la gente joven para colaborar en la transformación de la sociedad y transformar una sociedad machista en una sociedad igualitaria.
En 2011 Emakunde elabora una propuesta de protocolo dirigido a las empresas para combatir el acoso sexual y sexista en el trabajo.

### Ley para la Igualdad de Mujeres y Hombres
Un hito importante en las políticas de igualdad de género en el País Vasco fue la elaboración, el impulso y la posterior aprobación por el Parlamento Vasco en el año 2005 de la Ley para la Igualdad de Mujeres y Hombres.

### Foro para la Igualdad
Emakunde pone en marcha anualmente el “Foro para la Igualdad de Mujeres y Hombres”, un espacio de encuentro que sirve de marco para que entidades públicas y privadas ubiquen algunas de sus iniciativas a favor de la igualdad de mujeres y hombres. Este Foro se viene desarrollando desde 2004.

### Defensoría para la Igualdad de Mujeres y Hombres
En 2006 se crea este nuevo órgano adscrito a Emakunde, con el objetivo de trabajar contra la discriminación por razón de sexo en el ámbito privado. Maite Erro se convierte en la primera Defensora para la Igualdad. En 2011 el Consejo de Gobierno aprueba el Anteproyecto de Ley de modificación de la Ley para la Igualdad a fin de adscribir plenamente la Defensoría para la Igualdad a Emakunde.

### Gizonduz: nuevas masculinidades
Iniciativa puesta en marcha en 2007 para fomentar la participación de los hombres en el trabajo por la igualdad. Consta de un total de 18 medidas dirigidas a promover una mayor implicación de los hombres en pro de la igualdad de mujeres y hombres.

### Visibilidad y reconocimiento
En 2011 se pone en marcha una campaña que pretende rendir un homenaje a las mujeres que practican deporte en equipo de alto nivel en el País Vasco.
En 2011 se crea también un directorio de mujeres profesionales con el objetivo de contribuir a la visibilización y reconocimiento social de las mujeres profesionales de la CAV.

### Comisión Asesora para un uso no sexista de la Publicidad y la Comunicación, Begira.
Defender que los contenidos mediáticos no maltraten, degraden o presenten como inferiores a las mujeres y que proyecten una imagen de mujeres y hombres acorde con la realidad social a la que aspiramos es un objetivo prioritario de la Comisión.

## Espacios de comunicación y coordinación

### Comisión Consultiva
Creada en 1993 con el objetivo de ser un cauce de comunicación entre las asociaciones de mujeres y el Instituto, así como un instrumento para fomentar y dinamizar el movimiento asociativo. El propósito primordial de esta figura era crear un espacio común entre las asociaciones de mujeres y Emakunde desde donde poder realizar propuestas, críticas y aportaciones que favorecieran la transformación del papel de las mujeres en la sociedad vasca, fomentando su participación más activa.

### Comisión Interdepartamental
Como estrategia para garantizar una mayor coordinación por parte de los Departamentos y sus Organismos Autónomos, así como para establecer una interlocución clara entre ellos y Emakunde se creó la Comisión Interdepartamental para la coordinación de la ejecución del Primer Plan de Acción Positiva para las Mujeres en la Comunidad Autónoma de Euskadi. Esta comisión aprueba, al inicio de cada ejercicio, un documento-programa de los Departamentos y sus Organismos Autónomos en el que se señalen las acciones concretas del Plan a efectuar durante el mismo, los recursos disponibles y los medios utilizables.

### Comisión interinstitucional
Se crea en 2005 como órgano de coordinación de las políticas y programas que en materia de igualdad de mujeres y hombres desarrollen la Administración autonómica, foral y local.

### Berdinsarea
En 2005 se crea la red de municipios vascos por la igualdad y contra la violencia hacia las mujeres. Tiene como objetivo principal impulsar, fortalecer, coordinar y evaluar programas y servicios gestionados desde las administraciones locales a favor de la igualdad de mujeres y hombres y contra la violencia hacia las mujeres, a través de la definición de criterios conjuntos de evaluación y actuación.

### Berdinbidean
Es un servicio de dinamización y asesoramiento en políticas de igualdad a municipios con menor población impulsado por Emakunde, las tres diputaciones forales y Eudel-Asociación de Municipios Vascos. A través de este servicio se presta asistencia técnica a los municipios de menor población para el desarrollo de programas y acciones dirigidas a impulsar la igualdad de mujeres y hombres y erradicar la violencia contra las mujeres y se organizan y coordinan encuentros y reuniones a nivel de mancomunidades, comarcas o cuadrillas, con el fin de establecer estrategias de intervención, intercambiar experiencias y hacer un seguimiento del trabajo realizado, buscando crear o reforzar la sinergia entre los municipios participantes.

## Informes, estudios y guías
Emakunde es un referente en la publicación de informes, estudios y guías que buscan conocer la realidad de las mujeres vascas en los diferentes ámbitos de la vida. 
Anualmente el Instituto comparece ante el Parlamento Vasco para presentar el Informe de Cifras sobre la situación de Mujeres y Hombres y la Memoria de Actuación de los Poderes Públicos en ejecución del plan de acción positiva.
El Centro de documentación de Emakunde creado en 1989, un año después de la creación del Instituto trabaja para satisfacer las necesidades informativas y documentales tanto del propio Instituto, de las instituciones vascas y del público en general: atiende a demandas del País Vasco, de otras comunidades autónomas y de otros países. Publica informes y guías.
Emakunde convoca anualmente un certamen de publicaciones de trabajos de investigación en materia de igualdad de mujeres y hombres. También hay una línea de publicaciones y becas subvencionadas por Emakunde.

## Premio Emakunde a la Igualdad
Se instituyeron en 1990 para reconocer la labor de los y las profesionales de los medios de comunicación. Posteriormente, en 1995, se incorporó a los premios el ámbito de la publicidad y, en 1997, los de educación y deporte. En 2006 estos premios se transformaron en uno, el Premio Emakunde a la Igualdad, dando un giro en la estructura del galardón, apostando por una única persona o entidad premiada. La finalidad del nuevo Premio Emakunde es la de destacar y reconocer públicamente la actuación de aquellas personas físicas o jurídicas, públicas o privadas, que se hayan distinguido por su labor en el ámbito de la igualdad de mujeres y hombres, realizando acciones, trabajos o proyectos que hayan supuesto la mejora de los aspectos significativos en el reconocimiento del trabajo de las mujeres y de su empoderamiento o contribuyan con su trayectoria de manera destacada a la valoración y dignificación del papel de la mujer, o en la promoción de igualdad de derechos y oportunidades entre sexos.

## Lista de Directoras y Secretarias Generales
| Dirección de Emakunde |

| Año       | Directora general       | Secretaria General                                                       |
| --------- | ----------------------- | ------------------------------------------------------------------------ |
| 1988-1999 | Txaro Arteaga           | Itziar Fernández                                                         |
| 1999-2005 | Izaskun Moyua           |                                                                          |
| 2005-2009 | Izaskun Moyua           | Miren Arantza Madariaga                                                  |
| 2009-2012 | María Silvestre Cabrera | Arantxa Elizondo Lopetegi                                                |
| 2013-2022 | Izaskun Landaida        | Ana Alberdi Zubia                                                        |
| 2022-2024 | Miren Elgarresta        | Miren Saratxaga de Isla (2022-2023) Josune Irabien Marigorta (2023-2024) |

## Premios y reconocimientos
- Primer Premio de Naciones Unidas al Servicio Público 2015 por la Implementación de la Ley Vasca para la Igualdad de Mujeres y Hombres.[39]